# Jean-Baptiste Dortignacq
Jean-Baptiste Dortignacq (25 de abril de 1884 Arudy - 13 de maio de 1928 Peyrehorade) foi um ciclista francês, conhecido como "La Gazelle".

## Premiações
- 1909: Bordeaux-Toulouse, 3 etapas do Grand Prix Wolber.[1]
- 1910: Tour de Romagne, 1 etapa do Giro d'Italia (foi o primeiro vencedor não italiano de uma etapa do Giro d'Italia).[1]

## Participações no Tour de France
- Tour de France 1903: participou a partir da quarta etapa[1]
- Tour de France 1904: 2º na classificação geral e vencedor de duas etapas[1]
- Tour de France 1905: 3º na classificação geral e vencedor de três etapas[1]
- Tour de France 1906: abandonou na 3ª etapa e vencedor de uma etapa[1]
- Tour de France 1908: abandonou na 8ª etapa e vencedor de uma etapa[1]
- Tour de France 1910: abandonou na 9ª etapa [1]